# باشگاه فوتبال ماینتس ۰۵
باشگاه فوتبال ماینس ۰۵ (به آلمانی: 1. FSV Mainz ۰۵) باشگاه فوتبال آلمانی است که در ماینتز یکی از شهرهای ایالت راینلاند-فالتز قرار دارد. باشگاه ماینس در تاریخ ۲۷ مارس ۱۹۰۵ تأسیس شده‌است.

## بازیکنان ایرانی
از بازیکنان ایرانی ، نفرات زیر سابقه عضویت در این تیم را دارند.
- سیروس دین‌محمدی
- سرژیک تیموریان
- فرشاد فلاحت زاده